# Bram Vermeulen (journalist)
Bram Vermeulen (Wamel, 2 augustus 1974) is een Nederlands journalist.
Vermeulen was zeven jaar lang de correspondent in Zuidelijk Afrika voor NRC Handelsblad, het NOS Journaal, de VRT en Radio Nederland Wereldomroep en vijf jaar correspondent in Turkije, waarna hij terugkeerde op zijn eerste standplaats.
Hij versloeg enige tijd zonder accreditatie de Zimbabwaanse presidentsverkiezingen van 2008, die gingen tussen oppositieleider Morgan Tsvangirai en de zittende president Robert Mugabe. 
In 2009 verruilde hij zijn Zuid-Afrikaanse standplaats voor Turkije (Istanboel), waar hij werkte als correspondent voor het NOS Journaal, NRC Handelsblad en de VPRO.
In april 2009 kwam het boek Help, ik ben blank geworden van Vermeulen uit, dat over zijn tijd in Zuid-Afrika gaat. In het voorjaar van 2011 zond de VPRO In Turkije uit, een zevendelige documentaire van zijn hand over Turkije. In het najaar van 2012 zond de VPRO de vierdelige documentaire van zijn hand uit met de titel Langs de grenzen van Turkije, waarbij hij langs de verschillende onrustige grenzen reist die Turkije heeft.
Vermeulen keerde in december 2013 na vijf jaren correspondentschap in Turkije terug naar zijn voormalige standplaats Kaapstad. In dat jaar dreigden de Turkse autoriteiten met uitzetting van de correspondent, nadat hij had geprobeerd duidelijkheid te krijgen over het feit dat hij gedurende meer dan een half jaar telkens door de Turkse grenspolitie werd aangehouden als hij het land binnenreisde. Vermeulen zou door een misverstand op een lijst van ongewenste personen terecht zijn gekomen, en is hier later vanaf gehaald.
Voor zijn bijdragen uit Zimbabwe werd Vermeulen genomineerd voor de Dick Scherpenzeel Prijs 2007, een prijs die hij uiteindelijk wel won in 2012. Hij werd in 2008 verkozen tot Journalist van het Jaar.